# Kapliczka w Ujsołach
Kapliczka w Ujsołach – murowana     rzymskokatolicka kapliczka przydrożna z I połowy XVIII wieku w Ujsołach w powiecie żywieckim, wpisana do rejestru zabytków nieruchomych województwa śląskiego.

## Historia i architektura

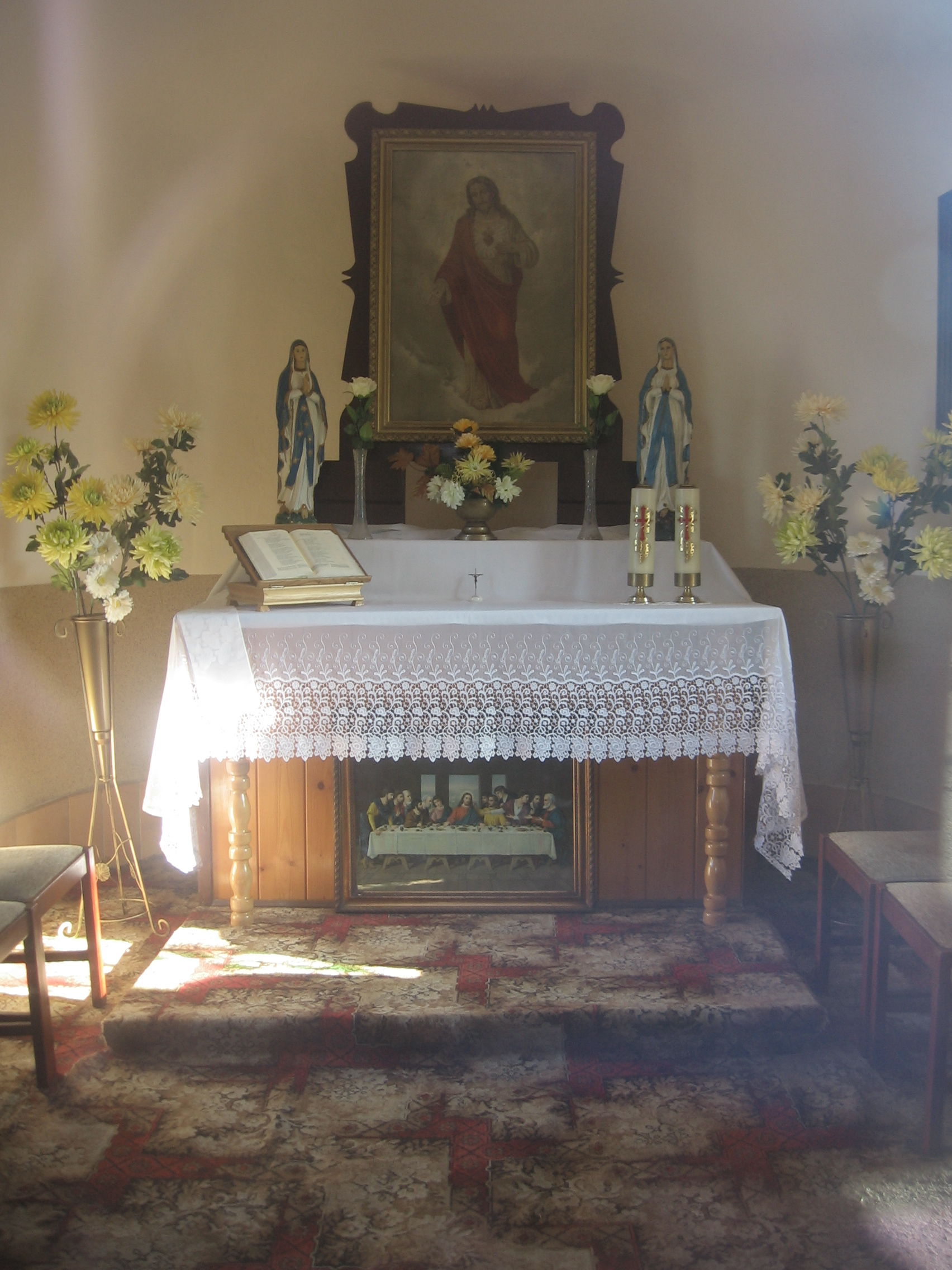
Wnętrze

Parterowa  kapliczka pod wezwaniem Serca Pana Jezusa , nazywana również „U Koconia”, jeden z dwóch zabytków Ujsoł (poza cmentarzem) , powstała w I połowie XVIII wieku , a w 1866 roku została rozbudowana   . Obiekt jest położony przy ul. księdza prałata Józefa Piotrowskiego  (dawna droga wojewódzka ), w pobliżu remizy . 31 sierpnia 1913 roku odbyła się w kaplicy msza święta, uznawana za pierwszą na terenie Ujsoł , którą odprawił ks. dziekan Józef Pułka, proboszcz parafii św. Józefa w Ujsołach.
Wewnątrz kapliczki znajdowała się drewniana klasycystyczna wieczna lampka , wysoka na 49 cm, ze zdobieniami w postaci umieszczonych na obwodzie czterech aniołów, trzymających lichtarze oraz naczyniem przypominającym wazon, udekorowanym rzeźbionymi płomieniami .